# Lucia Caporaso
Pour les articles homonymes, voir Caporaso.
Lucia Caporaso (née le 25 mai 1965 à Rome) est une mathématicienne italienne, professeure de mathématiques à l'université de Rome III depuis 2001. 

## Biographie
Lucia Caporaso obtient un « Laurea » à l'université de Rome « La Sapienza » en 1989, puis elle réalise un doctorat à l'université Harvard en 1993, avec une thèse  intitulée On a Compactification of the Universal Picard Variety over the Moduli Space of Stable Curves,  dirigée par Joe Harris,.  
Elle est nommée professeure adjointe de mathématiques Benjamin Pierce à Harvard, chercheuse à l'université de Rome « Tor Vergata », professeure adjointe au Massachusetts Institute of Technology et professeure agrégée à l'université du Sannio, avant de prendre un poste de professeure de mathématiques à l'université de Rome III en 2001. Depuis 2013, elle dirige le Département de mathématiques et de physique de cette université. Elle est mariée et mère de deux enfants.

## Travaux
Ses recherches comprennent des travaux en géométrie algébrique, en géométrie arithmétique, en géométrie tropicale et en géométrie énumérative. Elle s'intéresse notamment aux méthodes de la géométrie tropicale sur des courbes algébriques dans des espaces modulaires. En géométrie algébrique elle s'intéresse entre autres aux points rationnels sur des courbes algébriques.

## Prix et distinctions
Lucia Caporaso est la lauréate 1997 du prix Bartolozzi décerné par l'Union mathématique italienne.  
Elle est conférencière invitée au symposium de géométrie algébrique de l'American Mathematics Society à Santa Cruz (1995), Seattle (2005), Salt Lake City (2015), et en 1996 au Congrès européen de mathématiques à Budapest avec un communication initulée « Counting curves on surfaces: a guide to new techniques and results »). En 2015 elle est conférencière plénière au Congrès de l'Union mathématique italienne à Sienne. 
Elle est conférencière invitée au Congrès international des mathématiciens en 2018 à Rio de Janeiro, s'exprimant dans la section sur la géométrie algébrique et complexe (« Recursive combinatorial aspects of compactified moduli spaces »).
En 1992-1993, elle bénéficie d'une bourse doctorale de la Fondation Alfred P. Sloan puis de 1995 à 1997 elle est Sloan Research Fellow. Elle est chercheuse invitée, notamment au Mathematical Sciences Research Institute (MSRI) et dans les universités de Nice et Strasbourg.

## Publications (sélection)
- avec Joe Harris : « Counting plane curves of any genus », Inventiones mathematicae, vol 131, 1998, p. 345–392.
- avec Filippo Viviani : « Torelli theorem for graphs and tropical curves », Duke Math. J., vol 153, 2010, p. 129–171.
- avec Omid Amini : « Riemann-Roch theory for weighted graphs and tropical curves », Advances in Mathematics, vol 240, 2013, p. 1–23.
- « Geometry of the theta divisor of a compactified jacobian », Journal of the European Mathematical Society, vol 11, 2009, p. 1385–1427.
- « Algebraic and tropical curves: comparing their moduli spaces », in: G. Farkas, I. Morrison (éd.), Handbook of Moduli, vol 1, Advanced Lectures in Mathematics, vol XXIV, 2013, p. 119–160.
- « Algebraic and combinatorial Brill-Noether theory » : in:  V. Alexeev, E. Izadi, A. Gibney, J. Kollàr, E. Loojenga (éd.), Compact Moduli Spaces and Vector Bundles, Contemp. Math., vol 564, 2012, p. 69–85.
- avec Joe Harris, Barry Mazur : « How many rational points can a curve have ? », in: The Moduli space of curves, Progress in mathematics 129, Birkhäuser, 1995, p. 13–32.
- « Compactified Jacobians, Abel maps and Theta divisors, Contemporary Mathematics », vol 465, 2008 (Valery Alexeev, Arnaud Beauville, Herbert Clemens (éd.), Curves and Abelian varieties: international conference, in honor of Roy Smith's 65th birthday. 30 mars - 2 avril 2007), 2008.
- « Moduli theory and arithmetic of algebraic varieties », in: Alberto Collino, Alberto Conte, Marina Marchisio (éd.), Proceedings of the Fano conference, 2004, p. 353–379.
- avec Dan Abramovich (de), Sam Payne : « The tropicalization of the moduli space of curves », Annales Scientifiques de l'ENS, vol 48, 2015, p. 765–780.